# Geotrupes koltzei
Geotrupes koltzei is een keversoort uit de familie mesttorren (Geotrupidae). De wetenschappelijke naam van de soort werd in 1893 gepubliceerd door Edmund Reitter.